# Антонович, Владимир Бонифатьевич
Влади́мир Бонифа́тиевич Антоно́вич (пол. Włodzimierz Antonowicz; 6 (18) января 1834 Махновка — 8 (21) марта 1908, Киев) — украинский и российский историк польского шляхетского происхождения, археолог, этнограф, специалист по истории днепровского казачества, один из основоположников украинской историографии, член-корреспондент Императорской Санкт-Петербургской академии наук (с 1901 года), глава киевской школы историков-украинофилов, профессор и декан историко-филологического факультета киевского Императорского университета Св. Владимира.
Его сын — Дмитрий Владимирович Антонович — общественно-политический, государственный и культурный деятель, историк искусства; внук — Михаил Дмитриевич Антонович — историк.

## Биография
Родился в семье польских обнищавших безземельных дворян Антоновичей, генеалогически родственных с Правобережной Украиной, герба Андро-де-Бюи. До 10 лет он находился с матерью, которая работала гувернанткой у богатых шляхтичей. В частности в семье шляхтича-украинофила Оттона Абрамовича, Антонович получил начальное образование. Настоящего отца не знали. Учился в первой Ришельевской и 2-й гимназиях г. Одессы, курс которой окончил в 1850 году. В 1855 году окончил медицинский (в который поступил по настоянию матери), а в 1860 году историко-филологический факультет киевского Императорского университета Св. Владимира со степенью кандидата. Во время учёбы входил в тайную организацию польской молодёжи в университете — Тройницкий союз. После окончания учёбы некоторое время работал врачом в Чернобыле и в Бердичеве.
Перед Польским восстанием был одним из руководителей польского общества в Киевском университете, но отказался участвовать в восстании. Официальным разрывом со шляхтой и польским движением была его статья «Моя исповедь», обнародованная в 1862 году в журнале «Основа».
Ещё в студенческие годы Антонович читал казацкие рукописи, произведения Тараса Шевченко, Пантелеймона Кулиша, Аполлона Скальковского, этнографические сборники, которые повлияли на его жизненную и научные ориентиры. В студенческой среде, что, в основном, состояла из польской молодёжи, в конце 1850-х годов Антонович высказывает мнение о том, что странно жить в краю, не зная ни его истории, ни людей. Чтобы увидеть народ таким, какой он есть, Антонович с товарищами на каникулах путешествует по Волыни, Подолью, Холмщине, Киевщине, Екатеринославщине, Херсонщине. В 1861 году работал учителем латинского языка в Первой киевской гимназии.
В 1861 году присоединился к так называемым «хлопоманам», стремящимся сблизиться с украинским народом. Один из организаторов Киевской громады, куда входил Антонович, возглавлял там «хлопоманский» кружок, члены которого считали, что украинский народ имеет право на своё национальное возрождение. Сам Антонович о тех временах и своих мыслях вспоминал на страницах журнала «Украинская жизнь» 1913 года: «Нам казалось, что мы сумеем медленно обратить гмину в украинскую сторону. Но пришлось от этой мысли отречься. С одной стороны, вражда с шляхтой ставила нас в очень трудную позицию, с другой стороны, с 1860-го года в польском обществе стала развиваться конспирация и подготовка к восстанию. Было очевидно, что культурное направление, которое мы развивали, не сумеет удержать всех членов организации, не запутав нас в инсуррекции. Собравшись тесным кружком, мы решили поставить точку в этом вопросе. Всем товарищам своего кружка предложили выбрать одно из двух: или оставаться дальше и продолжать с нами работу, и в таком случае выписаться из гмины и основать свою действительно-таки украинскую общину, или — кому трудно сделать этот решительный шаг — оставаться в гмине и разорвать с нами связи…»
Как отмечает Игорь Шаров, становление Антоновича как политического лидера происходило достаточно сложно и началось, прежде всего, с определения себя как украинца и открытого конфликта с друзьями-поляками, из понимания долга перед украинским народом. Так возник «хлопоманский кружок», ориентированный на романтично-народнические идеалы, а в 1861 г. — украинское культурно-просветительское общество — Киевская громада. Продолжая просветительские традиции кирилло-мефодиевцев, Антонович и его единомышленники стояли уже на позициях если не откровенного материализма, то во всяком случае эволюционизма и позитивизма. Критическое отношение к существующим в царской России порядкам, осуждение самодержавия, исповедование принципов конституционализма, парламентаризма и федерализма побудило громадовцев к просветительской деятельности и пропаганде научного мировоззрения. Именно эти факторы, по убеждению Антоновича, должны были изменить общество. С целью пропаганды своих взглядов громадовцы открывали воскресные школы. Там обучали чтению, письму и арифметике.
Во второй половине 1890-х годов вместе с известным писателем и общественным деятелем Александром Кониским основал всеукраинскую политическую организацию (Загальна українська організація), которая должна была объединить украинцев всей Российской империи. В 1897 году состоялся учредительный съезд этой организации, к которой в 1901 году присоединилась и Киевская «Громада». Сама организация просуществовала до её превращения в 1904 году в «Украинскую демократическую партию».
Жил в Киеве по адресу Жилянская улица, 20 (с 1880-х до 1908 года; дом не сохранился).
Умер 8 (21) марта 1908 года, похоронен в Киеве на Байковом кладбище (участок № 7). В апреле 1967 года на могильной плите сделана надпись «Антонович Владимир. 1834—1908. Украинский историк».

## Научная деятельность
Становлению Антоновича как историка способствовало его знакомство с Михаилом Максимовичем и Николаем Иванишевым. В 1862—1865 годах преподавал общую историю в Киевском кадетском корпусе.
В 1863—1880 годах В. Б. Антонович работал главным редактором «Временной комиссии для разбора древних актов» при канцелярии Киевского, Подольского и Волынского генерал-губернатора. Первый исторический труд написал в 1863 году. Это была вводная разведка «О происхождении казачества» до «Архива Юго-Западной России».
Руководил изданием «Архива Юго-Западной России». Выпустил несколько томов со вступительными монографиями:
- Часть 1. Том IV. — Акты об унии и состоянии православной церкви в Юго-Западной России во 2-й половине XVII и в XVIII ст. (1648—1798 гг.) (недоступная ссылка)
- Часть 2. Том I. — Акты о казаках (1500—1648 гг.) (недоступная ссылка)
- Часть 3. Том II. — Акты о казаках на правой стороне Днепра, 1679—1716 гг (недоступная ссылка)
- Часть 3. Том III. — Акты о гайдамаках (1700—1768 гг.) (недоступная ссылка)
- Часть 3. Том V. — Акты о мнимом крестьянском восстании в Юго-Западном крае в 1789 г (недоступная ссылка)
- Часть 4. Том I. — Акты о происхождении шляхетских родов в Юго-Западной России (1442—1760 гг.) (недоступная ссылка)
- Часть 5. Том I. — Акты, относящиеся к истории городов и местечек в Юго-Западной России (1432—1798 гг) (недоступная ссылка)
- Часть 6. Том II. — Акты о крестьянах в XVIII ст. (1700—1799 гг.) (недоступная ссылка)
- Часть 7. Том I. — Акты о заселений Юго-Западной России (1386—1700 гг.) (недоступная ссылка)

Удостоен степени магистра (1870) русской истории за диссертацию «Последние времена казачества на правом берегу Днепра по актам 1679—1716 гг.» и определён доцентом на кафедру русской истории киевского Императорского университета Св. Владимира. После защиты труда «Очерк истории Великого княжества Литовского до смерти великого князя Ольгерда» удостоен степени доктора (1878) русской истории и избран на должность ординарного профессора кафедры русской истории Университета Св. Владимира. Занимал должность декана историко-филологического факультета (1880—1883), статский советник.
Проводил большую научно-исследовательскую работу по истории Литовско—Русского государства, по итогам которой издал специальный сборник «Монографии по истории Западной и Юго-Западной России Архивная копия от 18 июля 2009 на Wayback Machine» (том 1, 1885 г.).
Считается основоположником археологии (в частности, подготовил проведение нескольких всероссийских археологических съездов) и нумизматики (основал Мюнцкабинет, в котором были выставлены тысячи образцов монет разных периодов). Проводившиеся под его руководством археологические исследования на Волыни, в частности, дали возможность значительно пополнить фонды Волынского епархиального древлехранилища. В 1873—1876 годах — член Юго-Западного отдела Русского географического общества, а в 1875—1876 годах — его председатель. С 1874 года действительный член Московского археологического общества, Императорского одесского общества истории и древностей и Церковно-археологического общества при Киевской духовной академии. Также заведовал музеем древностей в университете Св. Владимира, собрание которого впоследствии превратилось в первый в Киеве археологический музей, что в начале XX века имел более 11 тысяч единиц хранения.
В. Б. Антонович написал также ряд трудов по археологии: «Древности Юго-Западного края. Раскопки в стране древлян»(1893), «Археологические карты» Киевской (1895) и Волынской (1900) губерний. Исследуя социальные вопросы истории, В. Б. Антонович рассматривал их в плоскости действия абстрактных начал — общинного, дружинного, княжеского.
Исторические явления Антонович объяснял особенностями природной среды и исторического контекста. Особенное внимание уделял он антропологическим, психофизическим, бытовым и культурным особенностям отдельного, в том числе и украинского народа. Именно благодаря такому подходу оценки исторического прошлого у Антоновича были приближены к европейским. Материалы же археологических раскопок он использовал как источник для исторических реконструкций древности и реставрации хозяйства и быта прошлых времён.
В 1874—1875 годах В. Б. Антонович издаёт в Киеве, совместно с М. П. Драгомановым, двухтомные «Исторические песни малорусского народа».
Был также одним из основателей общества Нестора-летописца при университете Св. Владимира, а в 1881 году возглавил это общество. В 1882 году участвовал в создании журнала «Киевская старина», где опубликовал и свою повесть «Уманский сотник Иван Гонта» (1882). В 1883 году избран почётным членом Общества любителей естествознания, антропологии и этнографии при Императорском Московском университете. Также был членом Киевского юридического общества в отделе обычного права.
В 1885 году разработал программу издания многотомной «Русской исторической библиотеки». Фактически он первым среди украинских историков новых времен четко и ясно, без национальной раздвоенности, свойственной его предшественникам и современникам, выступил с концепцией исконности украинской самобытности и даже ввел в научный оборот термин «Украина-Русь».
Антоновича без преувеличения можно назвать «отцом» большинства малороссийских историков Украины того времени: его учениками были такие учёные, как Багалей, Голубовский, Грушевский, Данилевич, Дашкевич, М. В. Довнар-Запольский, Линниченко, В. Г. Ляскоронский и другие.
К концу жизни научные заслуги Антоновича были признаны в полной мере. Его избрали членом-корреспондентом Российской академии наук.
Последние годы жизни работал в Ватиканском архиве, где находил много материалов по истории Украины, собирал документальные сведения для историко-географического словаря Украины (остался неизданным), продолжал активно заниматься археологическими исследованиями. За год до смерти начал диктовать Дмитрию Дорошенко (впоследствии известному украинскому историку) автобиографические «Воспоминания».

## Труды
Антонович — автор более 300 работ по истории, археологии и этнографии Украины. Составитель, редактор и издатель 9 томов «Архива Юго-Западной России» об истории Правобережной Украины XVI—XVIII веков. Вступительные статьи Антоновича к этим томам посвящены:
- истории казачества:
  - О происхождении козачества (1863)
  - Последние времена козачества на правом берегу Днепра по актам 1679—1716 гг. (1868)
- истории гайдамаччины:
  - О гайдамачестве (1876)
  - О мнимом крестьянском восстании на Волыни в 1789 г. (1902)
- истории сёл:
  - О крестьянах в Юго-Западной России по актам 1770—1798 гг. (1870)
- истории шляхты:
  - О происхождении шляхетских родов в Юго-Западной России (1867)
- истории городов и мещанства
  - О городах в Юго-Западной России по актам 1432—1798 гг. (1870)
- истории церкви:
  - Об унии и состоянии православной церкви с половины XVII до конца XVIII в. (1871).

Другие основные труды:
- Очерк истории Великого княжества Литовского до смерти великого князя Ольгерда (1877—1878)
- Киев, его судьба и значение с XIV по XVI ст. Архивная копия от 19 октября 2020 на Wayback Machine (1882)
- Уманський сотник Іван Гонта (1882)
- Монографии по истории Западной и Юго-Западной России (1885)
- Избранные исторические и публицистические произведения Архивная копия от 31 января 2012 на Wayback Machine
- Произведения В. Б. Антоновича на сайте Тверской епархии

Труды под редакцией Антоновича:
- Сборникъ матеріаловъ для исторической топографіи Кіева и его окрестностей (1874, редактор І, ІІІ розділів)
- Сборник летописей, относящихся к истории Южной и Западной России (1888)
- Мемуары, относящиеся к истории Южной Руси (1890—1896)
- Дневник Станислава Освенцима (1643—1651).

Также Антоновичу принадлежат исторические примечания к изданию Михаила Драгоманова «Исторические песни малорусского народа» (1874—1875).
Важнейшие труды по археологии:
- Раскопки в земле древлян (1893)
- Археологическая карта Киевской губернии (1895)
- Археологическая карта Волынской губернии (1900) (pdf commons:File:Антонович В.Б. Археологическая карта Волынской губернии. (1900).pdf Архивная копия от 23 января 2022 на Wayback Machine, djvu)
- Описание монет и медалей, хранящихся в нумизматическом музее Университета Св. Владимира (1896).

Материалы исследований о Шумске и его окрестностях опубликованы в труде «Про місцезнаходження літописних міст Шумська і Пересопниці» (1901).
Современные переиздания:
- Антонович В. Б. Про Козацькі часи на Україні. — Киев: Дніпро, 1991. — 238 с. — ISBN 5-308-01400-0. (с послесловием Михаила Слабошпицкого, комментариями О. Д. Василюка и И. Б. Гирича)
- Антонович В. Б. Моя сповідь: Вибрані історичні та публіцистичні твори. — Киев: Либідь, 1995. — 816 с. — ISBN 5-325-00529-4. Архивировано 26 октября 2020 года. (составители О. Тодийчук, В. Ульяновський, с комментариями В. Ульяновського)
- Антонович В. Б. Коротка історія козаччини. — Виннипег: УВАН, 1971. — 232 с. Архивировано 23 октября 2020 года.

## Память
Имя Владимира Антоновича носят улицы в Виннице, Днепре, Киеве, Львове, Житомире, Кропивницком, Ровно и других населённых пунктах Украины.

## Награды
- Орден Святого Станислава 2-й степени (1870)
- Орден Святой Анны 2-й степени (1874)
- Орден Святого Владимира 3-й степени (1882)
- Орден Святого Станислава 1-й степени (1870)[11]